# 因果關係 (法律)
因果關係（英語：causation）是在刑法、侵权法等法律领域认定行为人是否承担法律责任的一个考虑因素，即行为人的行为应与结果之间存在因果关系，才能为其行为承担法律责任。在大陸法系刑法學上，因果关系是結果犯的構成要件要素。

## 學說理論
法學上關於因果關係的理論，主要有三種理論：

### 條件因果理論
又稱條件公式、條件因果關係（德語：Bedingungstheorie）或等價理論（德語：Äquivalenztheorie）等等：
- 定義：在所有其他事態維持不變的假設下，如果P和Q現象之間有這樣的關係：｢不可想像若P不存在，Q還不會不發生｣，便可認定P是Q的原因。這個定義較為直述的解釋是：｢若P不存在，Q就不會發生；或者就不會以它實際發生的樣貌發生，而是以其他樣貌發生｣。
- 這樣的定義其實是邏輯學和哲學上所稱的｢必要條件｣，若P是Q的必要條件，就認定P是Q的原因。然而邏輯學和哲學上對因果關係的定義是｢充分且必要條件｣，條件因果關係理論當中缺乏了｢充分條件｣這部分。
- 由於此理論將結果的所有必要條件都認定為原因，且各原因之間沒有誰強誰弱的區分，故又稱為｢等價理論｣，即所有原因都有相同的價值。
- 各原因｢等價｣這性質在20世紀初期遭受批評，反對者認為使用這理論會無限往前回溯，使得應負法律責任的人的範圍過度擴張，例如：2016年1月1日，30歲的M開槍殺死了O。殺人兇手M的父母親是對於M之存在而言｢不可想像其不存在｣的條件，所以M父母於1985年年初的性交行為是O被M槍殺的必要條件，是原因。
- 為了限縮條件理論的責任無限前溯問題，遂有相當因果關係理論之提出。

### 相當因果關係
相當因果關係理论（德語：Adäquanztheorie），又稱“重要性理論”（德語：Relevanztheorie）。

### 疫學因果關係
“流行病學（疫學）的因果關係”理论，又稱“統計學的因果關係”（德語：statistische Kausalitätsmodelle）、“機率論的因果關係”（德語：probabilistische Kausalitätsmodelle）。

## 各法領域的適用情形
從這三種理論衍生許多變化版，例如：德國學者(德語：(1931)提出｢合法則的條件關係｣（德語：gesetzmäßige Bedingung），是在條件理論之上添加了｢P→Q關係必須合乎自然法則｣這個條件，也就是邏輯學和哲學上所稱的｢充分條件｣，使得只有｢充分且必要條件｣才被認定為原因。
三者當中，條件因果關係理論最早出現，稍後出現的相當因果關係理論在德國和中華民國都曾同時是民法學
與刑法學的通說，但今日這兩國的刑法學已改採Engisch的合法則的條件關係（雖然兩國的教科書上多只稱｢條件理論｣，但其內容並非最早版本的條件理論），加上客觀歸責理論。
在民法上，由於考慮到被害人保護的必要性，有時會放寬條件關係的判斷，故相當因果關係理論的運用較廣；但在刑法上，若無法取得毫無合理懷疑的證據，則不得將人定罪，在因果關係的判斷必須極度嚴謹。
根據當代大多數刑法學者的見解：
- 相當因果關係理論其實包含了今日刑法學上所稱（合法則的）條件因果關係與客觀歸責兩個判斷階段，並且在規範性歸責要件的部分與刑法的客觀歸責理論大致相同、但仍有細微差異。
- “流行病學的因果關係”理論也可視為條件因果關係理论的修訂版，它以機率的概念取代條件因果關係理論中的因果「必然性」（機率可高可低，但在大數法則的支配下，長期期望值是穩定的），同時也是以機率概念來當作合法則條件關係的「法則」。